# Olimpia Frangipane
Olimpia Frangipane Ricciardi, baronessa di Castelbottaccio (Mirabello Sannitico, 16 luglio 1761 – Napoli, 1830), è stata una nobile italiana.
Nota come Donna Olimpia Frangipane, è stata una figura femminile molisana nota per la sua cultura, attività intellettuale e bellezza. Di nobili origini, si è fatta promotrice a Castelbottaccio di un 'cenacolo culturale' che ha riunito diversi giovani intellettuali molisani. A causa del suo agire e delle sue idee è stata vittima di damnatio memoriae da parte dei Borbone, tant'è vero che di lei non è rimasta traccia neanche di un quadro.

## Biografia

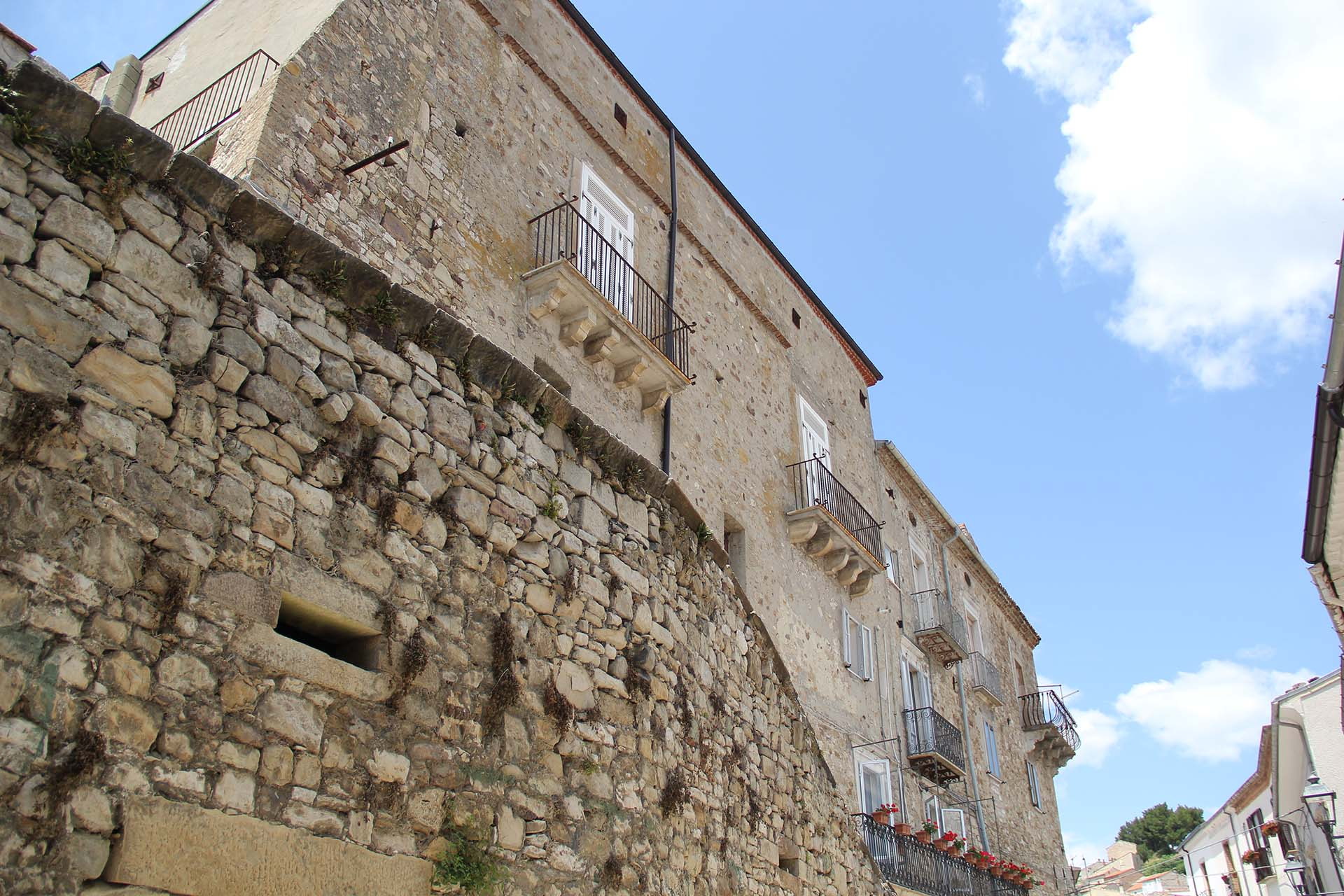
Il palazzo baronale dei Cardone a Castelbottaccio.

Secondo il Masciotta nata il 16 luglio 1761 (data contestata poiché potrebbe trattarsi del giorno del battesimo, mentre la data di nascita dovrebbe essere il 13 luglio), a Mirabello Sannitico, dal duca Don Giuseppe Frangipane Ricciardi, feudatario di Mirabello, e dalla duchessa Donna Marianna Bonocore. A 20 anni sposa Francesco Cardone, barone di Castelbottaccio, ben più vecchio di lei, con il quale avrà 13 figli. Il celebre storico e filosofo Benedetto Croce vantava un legame con Olimpia Frangipane, in quanto Maria Luisa Frangipane, figlia del fratello di Olimpia (il duca Francesco Saverio), aveva sposato il nonno dell'illustre intellettuale.
La sua vita si divide tra Castelbottaccio, divenuto feudo della famiglia Cardone sul finire del XVII secolo, e Napoli. Ed è proprio qui che, frequentando i ferventi circoli letterari napoletani, viene a contatto con i valori e le idee dell'illuminismo francese. Novità che poi riporta nel contado del Molise, dove adibisce un padiglione di caccia del palazzo baronale dei Cardone a Castelbottaccio a circolo culturale.
Il Cenacolo ben presto divenne punto di ritrovo di nobili e giovani intellettuali rivoluzionari molisani come Domenico De Gennaro, Costantino Lemaître marchese di Guardialfiera, Andrea Valiante nobile di Jelsi e molti altri. Tra tutti, particolare fu il rapporto che la legò a Vincenzo Cuoco. Olimpia Frangipane, donna non solo di grande cultura ma anche grande fascino, è opinione diffusa tra gli storici che sia stata immortalata da Cuoco come Mnesilla, la donna che ha soggiogato lo scrittore, nell'opera Platone in Italia (Milano, 1806). Il circolo divenne luogo di dibattiti e convegni, culla del giacobinismo molisano.
Nel 1795 i Borbone diedero ordine di chiudere il circolo e di arrestare i suoi partecipanti, che finirono nelle carceri di Lucera. Donna Olimpia riuscì però a scampare e riparò a Napoli, dove avrebbe vissuto, segnata da lutti familiari e da una condizione economica che non le consentiva più la vita agiata che aveva sempre vissuto, fino alla sua morte nel 1830. Dopo la morte del marito (1810) ha convissuto con il conte di San Biase, Francesco de Blasiis.